# Jeux des sciences de l'informatique
Les Jeux des sciences de l'informatique (en anglais, CS Games ou Computer Science Games) sont une compétition annuelle d’informatique organisée par diverses universités d’Amérique du Nord.

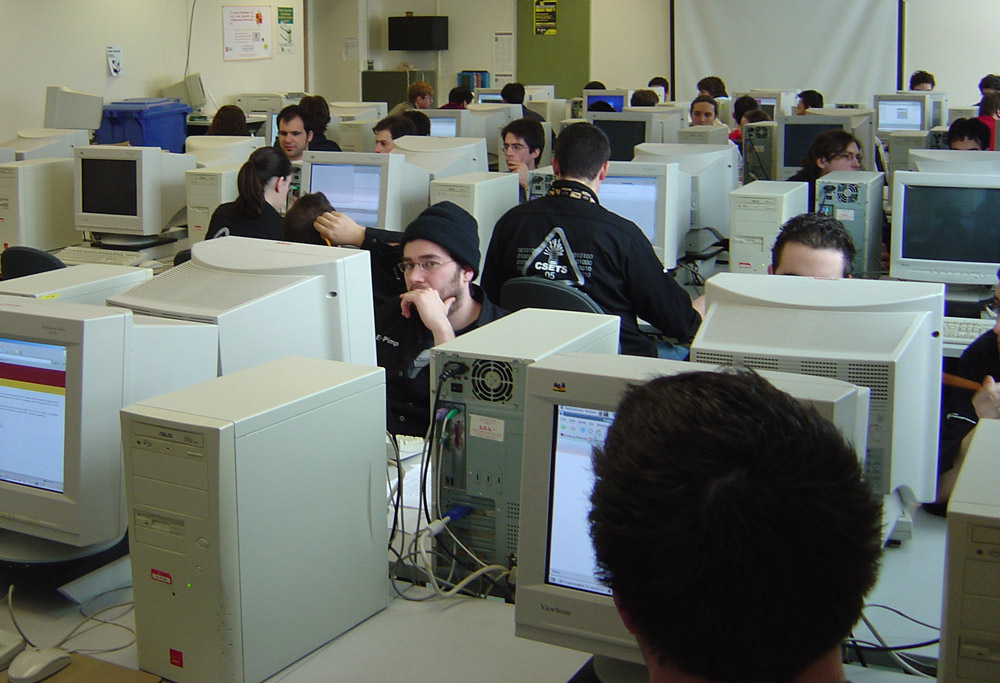
Compétition d'intelligence artificielle aux CS Games 2005 à l'Université Laval

La compétition attire généralement plus de 30 équipes (entre 6 et 10 membres par équipe) d’Amérique du Nord, mais plus particulièrement du Canada et du Nord-Est des États-Unis. La compétition oppose des étudiants de premier cycle des départements d'informatique, de génie informatique, de génie logiciel et de disciplines apparentées.
Historiquement, la compétition s’est toujours tenue au Québec, à l'exception de l'édition de 2012, où elle s'est tenue au Manitoba. La compétition est bilingue, c’est-à-dire que toute la documentation et les activités de l’événement incluant les problèmes sont disponibles en français et en anglais.
L’événement inclut des compétitions reliées à divers aspects de l’informatique comme l’informatique théorique, la programmation informatique, l’intelligence artificielle, l’algorithmique, la recherche opérationnelle, les mathématiques et la logique, le génie logiciel, la conception de sites Web, les langages d’assemblage, le débogage, les langages de script ainsi que d’autres activités comme les sports et la conception de vidéos.

## Hôtes et vainqueurs des années passées
| Édition | Hôte                              | Thème                              | Vainqueur                                          |
| ------- | --------------------------------- | ---------------------------------- | -------------------------------------------------- |
| 2026    | Polytechnique Montréal            | À venir                            | À venir                                            |
| 2025    | Université Laval                  | Propulsé par l'imagination         | Polytechnique Montréal                             |
| 2024    | École de technologie supérieure   | Chlorophyllai                      | Polytechnique Montréal                             |
| 2023    | Université du Québec à Chicoutimi | Atlantis                           | École de technologie supérieure                    |
| 2020    | École de technologie supérieure   | Prohibition                        | Aucun (annulée à cause de la pandémie de Covid-19) |
| 2019    | Polytechnique Montréal            | Croisière CS Paradise              | École de technologie supérieure                    |
| 2018    | Université Laval                  | Pingouins de l'espace              | École de technologie supérieure                    |
| 2017    | École de technologie supérieure   | Silicon Valley                     | Université de Sherbrooke                           |
| 2016    | Université du Québec à Montréal   | L'empire du dôme                   | École de technologie supérieure                    |
| 2015    | Université de Sherbrooke          | Superstition                       | École de technologie supérieure                    |
| 2014    | École de technologie supérieure   | Les 7 merveilles de l'informatique | Polytechnique Montréal                             |
| 2013    | Université Laval                  |                                    | École de technologie supérieure                    |
| 2012    | Université du Manitoba            |                                    | Polytechnique Montréal                             |
| 2011    | Université Concordia              |                                    | Université de Rochester                            |
| 2010    | Polytechnique Montréal            |                                    | École de technologie supérieure                    |
| 2009    | Université de Montréal            |                                    | Université de Montréal                             |
| 2008    | Université de Sherbrooke          |                                    | Université de l'Alberta                            |
| 2007    | Université McGill                 |                                    | Université de Rochester                            |
| 2006    | École de technologie supérieure   |                                    | Université de Rochester                            |
| 2005    | Université Laval                  |                                    | École de technologie supérieure                    |
| 2004    | Université McGill                 |                                    | Université McGill                                  |
| 2003    | Université McGill                 |                                    | Université de New York                             |

## Vidéos
Une des traditions des Jeux des sciences de l'informatique est la présentation de vidéos (en anglais flashout) par chacune des universités participantes lors des cérémonies d’ouverture. La qualité de ces vidéos permet aux équipes participantes d’accumuler des points en vue de déterminer l’équipe gagnante. 

## Édition Saguenay (2023)
À la suite de l'annulation de la compétition de 2020 la veille de l'événement, les Jeux des sciences de l'informatique ont repris en mars 2023 avec l'édition Saguenay, à l'Université du Québec à Chicoutimi. La compétition a attiré dix universités et 18 équipes, en baisse par rapport aux éditions précédentes. Cette baisse d'achalandage a été observée dans plusieurs événements à la suite de la pandémie de Covid-19, par exemple le LAN ETS.